# بالم
بالم یا مرهم رقیق (به انگلیسی: Liniment) نوعی پماد موضعی است که برای استفاده روی پوست تهیه می‌شود. بالم نسبت به لوسیون، گرانروی یکسان یا کمتری دارد و برخلاف لوسیون،  روی پوست مالیده می‌شود تا ایجاد اصطکاک کند.

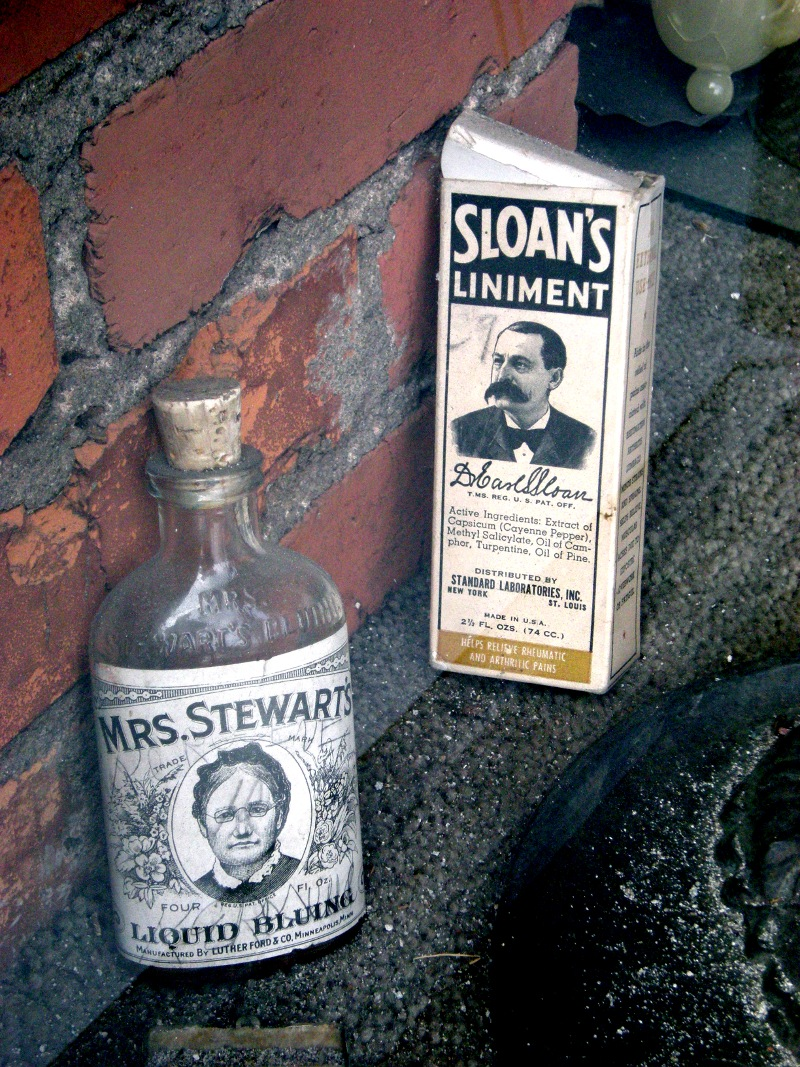